# Аріно
А́ріно (рос. Арино, марій. Арын) — село у складі Моркинського району Марій Ел, Росія. Входить до складу Коркатовського сільського поселення.

## Населення
Населення — 239 осіб (2010; 216 у 2002).
Національний склад (станом на 2002 рік):
- лучні марійці — 99 %